# Alara Han
Koordinaten: 36° 41′ 32″ N, 31° 43′ 25″ O

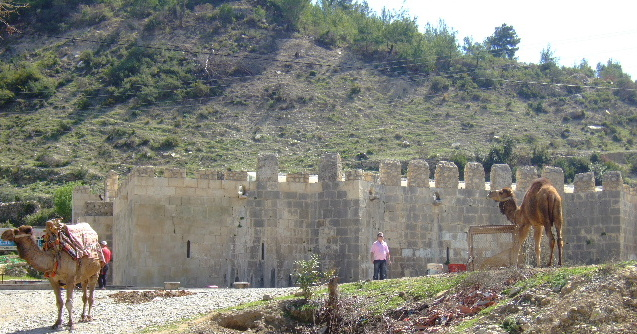
Alara Han

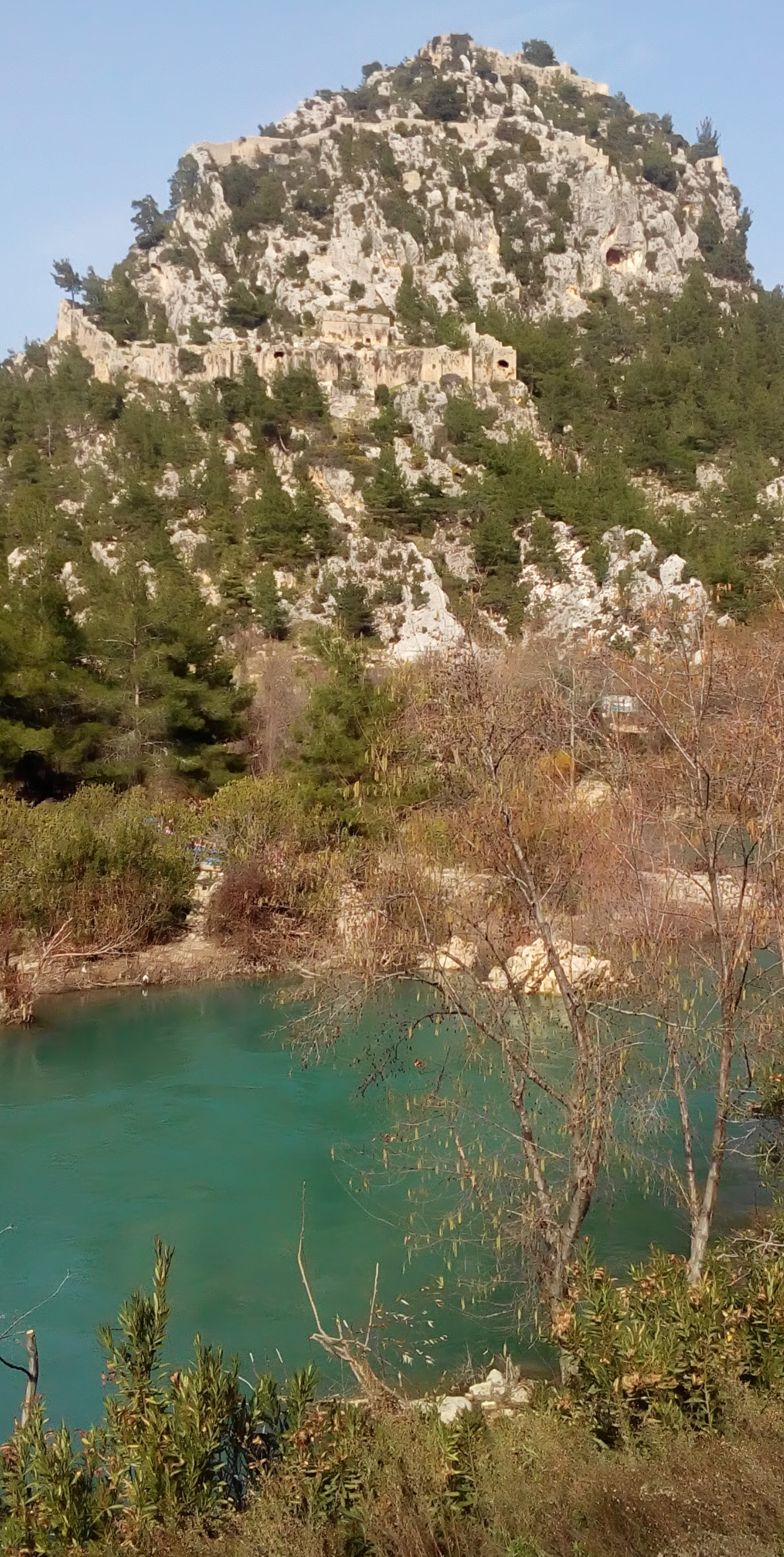
Alara-Fluss und Burg (Kale)

Die Karawanserei des Alara Han (türkisch Alara Hanı) gehörte zu den seldschukischen Karawanenstationen der Kesikbeli-Karawanenroute des 13. Jahrhunderts zwischen dem Zentrum der Rum-Seldschuken in Zentralanatolien, Konya, und den Hafenstädten Alanya und Antalya am Mittelmeer. Bereits nördlich des Kargı Hanı am Kreuzungspunkt „At izi“ teilte sich die seldschukische Kesik-Beli-Karawanenroute in einen westlichen und einen östlichen Zweig. Der Alara Hanı liegt am westlichen Ast der Route, die parallel zur Küste des Mittelmeeres in Richtung auf Alanya verlief. Der Alara Han steht am Fluss Alara Çayı im Süden der Türkei. Der Han wurde in den Jahren 1230/31 unter dem Seldschuken-Sultan Ala ad-Din Kai-Qubad I. errichtet.

## Lage
Der Alara Han liegt etwa 27 km östlich von Manavgat gut 40 km nordwestlich der Küstenstadt Alanya und ca. 16 km (Wegstrecke) von der Mittelmeerküste entfernt in einer Höhe von ca. 36 m in den südlichen Ausläufern des Taurusgebirges im Tal des Alara Çayı unweit unterhalb der byzantinischen Burg Alara Kalesi. Auch dieser Han diente als Herberge auf der alten Handelsverbindung von Alanya nach Konya.

## Geschichte
Im 13. Jahrhundert hatte das erste türkische Reich auf kleinasiatischem Boden durch die Eroberung von Antalya und Alanya seine größte Ausdehnung erreicht. Da viele Städte verlassen waren, ließ Ala ad-Din Kai-Qubad I. entlang der Handelsstraßen befestigte Karawansereien errichten, die ungefähr eine Tagesreise voneinander entfernt lagen. Die darüber aufragende Burg wurde von Ala ad-Din Kai-Qubad I. direkt nach der Eroberung von Alanya eingenommen. An ihr wurden während des Baus des Alara Hans Reparaturen und Ergänzungen vorgenommen. Neben der täglichen Nutzung diente diese Karawanserei dem Sultan auf seinen Reisen zwischen der Hauptstadt Konya und dem Winterquartier Alanya. Eine Inschrift am Eingang des Gebäudes weist darauf hin, dass der Alara Hanı aufgrund seines Stifters ein „Sultan Han“ war. Daraus geht zudem hervor, dass der Alara Han gebaut wurde, um die Armee des Sultans während seiner Reisen auf den Routen von Alanya, Antalya oder Konya unterzubringen und datiert die Errichtung des Alara Hanı durch Alaeddin Keykubat I. auf 1230/31.
Im Alara Han befanden sich eine Zeit lang Gaststätten und Verkaufsstände. Eine Baufirma aus Ankara hat ihn – im Gegenzug zu einem 49-jährigen Nutzungsrecht – in den Jahren von 1998 bis 2000 restauriert. Heute sind die Verkaufsstände und Gaststätten auf ein benachbartes Touristenareal ausgewichen. Der Alara Han ist nun ein Museum, in dem gelegentlich Veranstaltungen abgehalten werden.

## Baubeschreibung

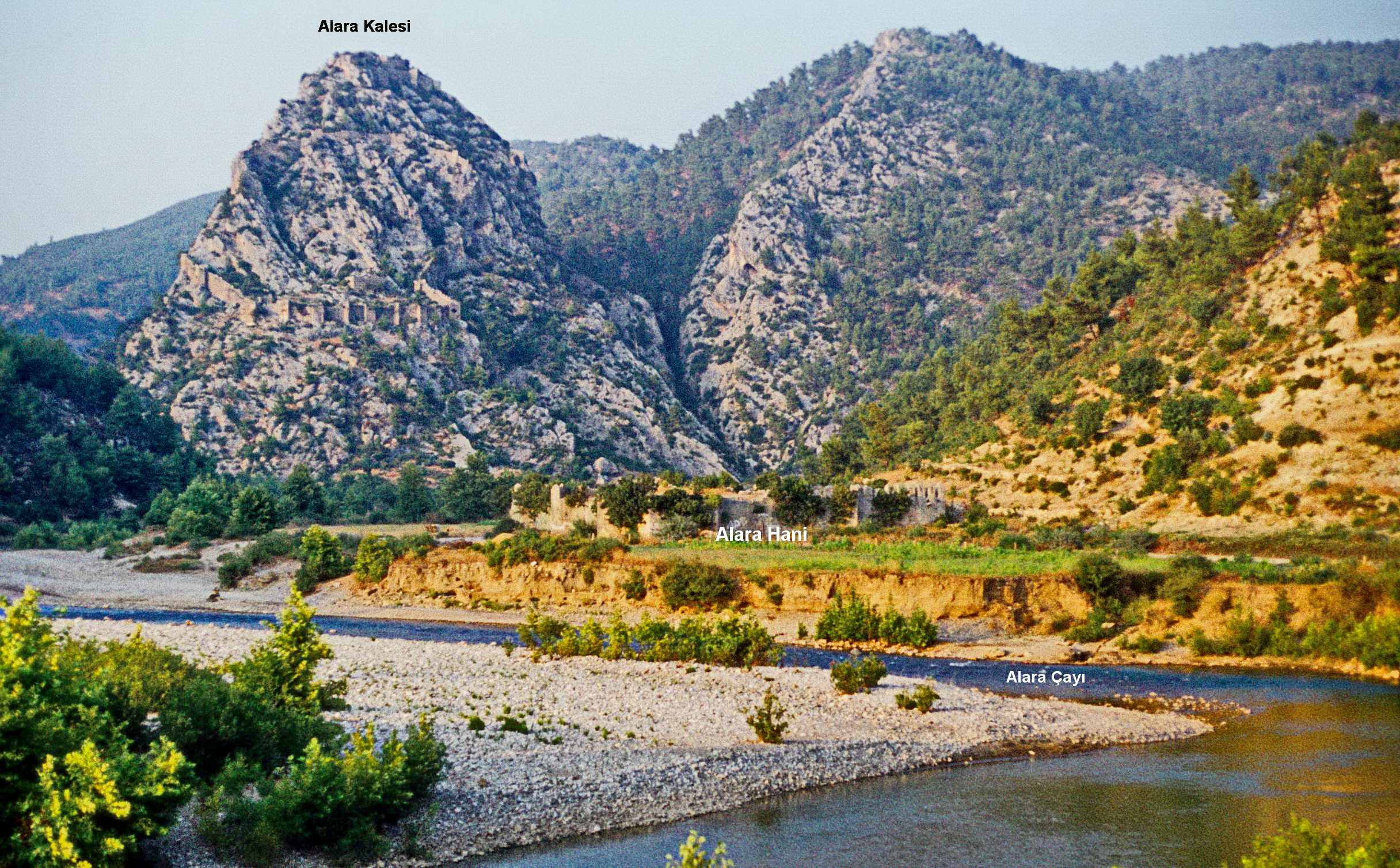
Der Alara Han liegt östlich von Manavgat in den südlichen Ausläufern des Taurusgebirges im Tal des Alara Çayı unweit unterhalb der byzantinischen Burg Alara Kalesi und diente als Herberge auf der alten Handelsverbindung von Alanya nach Konya.

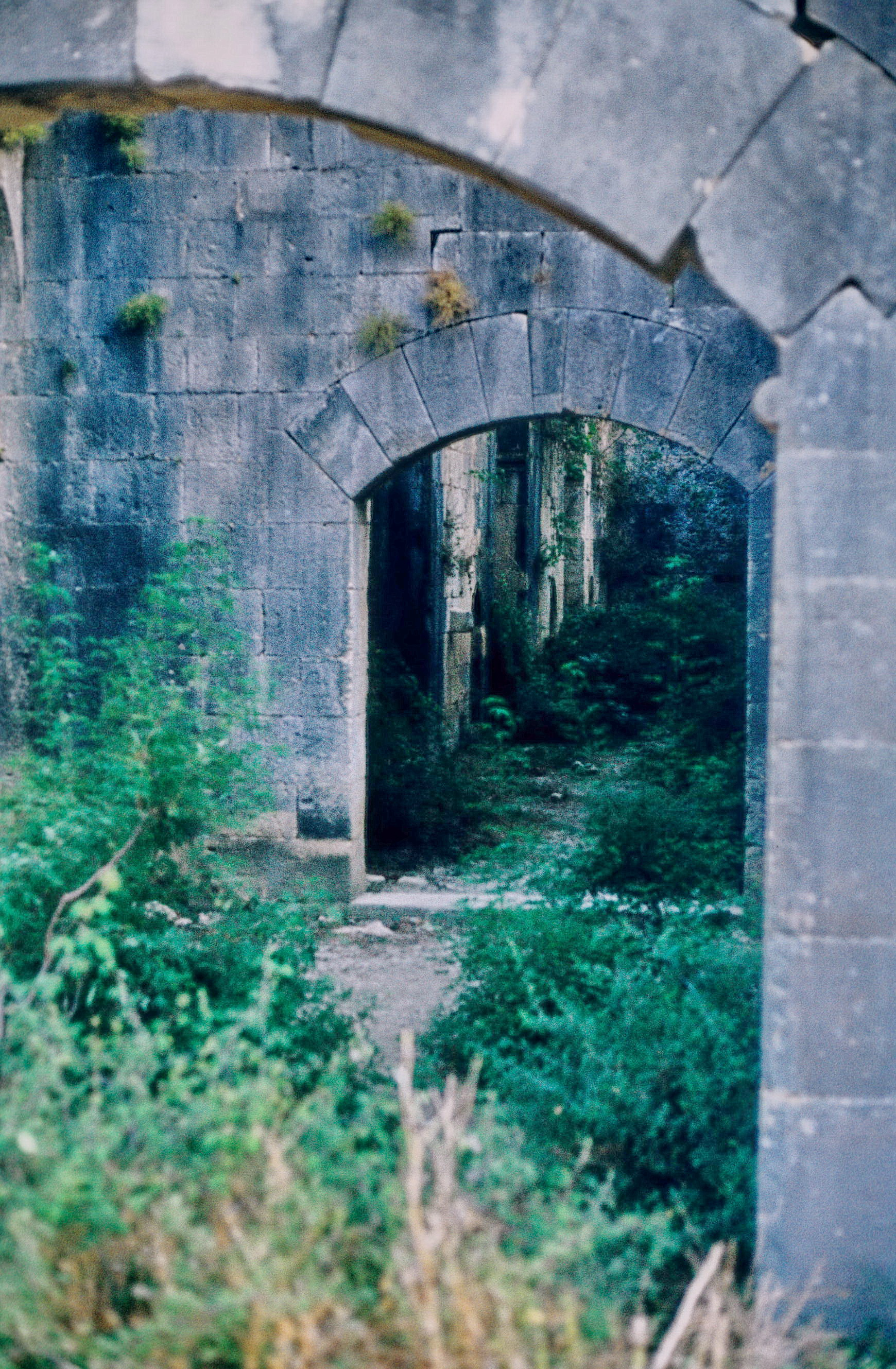
Noch Ende der 1970er Jahre war der Alara Hanı nicht restauriert und sein Inneres von wildem Pflanzenwuchs durchsetzt.

Der 34,5 × 45 m große Komplex des Alara Han bedeckt eine Grundfläche von ungefähr 1550 m². Das Gebäude selbst ist ein großer kompakter Bau. Die Nord-, Süd- und Westfassade sind aus behauenen Steinen, die in regelmäßigen Abständen von rechteckigen und dreieckigen Strebepfeilern getragen werden. Die restlichen Wandteile werden von schmalen, abgeschrägten Fenstern unterbrochen. Man betritt den Bau durch einen niedrigen Torbogen in der Mitte der Fassade zwischen zwei rechteckigen Türmen an der Nordfassade. Der Rahmen der Inschrift über dem Eingang endet mit einem Löwenkopf auf jeder Seite. Am Eingang befanden sich ein Badehaus und ein Betraum. Dann folgte der langgestreckte, nicht überdachte Innenhof, an welchem die Schlafkammern lagen. Die äußeren Partien des Gebäudes sind zur Unterbringung der Tiere und Waren, die inneren den Personen vorbehalten. Im nördlichen äußeren Teil vor dem Mittelteil und hinter der nördlichen Außenwand des Hans befindet sich eine Reihe von Wirtschaftsräumen mit einem kleinen offenen Hof, zu dem sich ein Brunnen-Iwan im Osten, eine Moschee im Westen und das Portal des Mittelteils im Norden öffnen. Durch einen Korridor entlang der Nordseite des Hofes sind diese und zwei Räume auf der Rückseite der Moschee mit dem Hof verbunden. Die beiden Enden des Nordschiffs öffnen sich zu Galerien, die das Innere der Karawanserei an seinem westlichen, südlichen und östlichen Rand umschließen. Die innere und die äußere Galerie sind durch acht Spitzbogenöffnungen miteinander verbunden. Die dazwischen liegenden Kammern öffnen sich zum südlichen Innen- und Außenstall und verbinden diese. Diese äußeren Galerien wurden als Scheunen zum Unterbringen von Tieren, die inneren zum Schlafen der Gäste und Bediensteten sowie zum Entladen der Karawanenladungen verwendet. Die kleinen rechteckigen Fenster an den Rückwänden der Räume und Iwans im Mittelteil und den inneren Galerien dienten wahrscheinlich zur Überwachung der Waren, Diener und Tiere.
Der innerste Teil des Hans mit den Gästeräumen wird von Norden, wie der Haupteingang des Gebäudes, durch ein schlichtes Portal mit niedrigem Bogen betreten und kann mit einem inneren Riegel verschlossen werden. Es gibt einen Korridor in der Mitte und vier Räume und drei Iwans jeweils an seinen beiden Längsseiten. Diese Aufteilung zeigt, dass die Räume nach Schlafen (Zimmer) und Wohnen tagsüber (Iwan) unterschieden werden. Alle Räume sind mit zwei zentrischen Spitzgewölben bedeckt, aber die Richtungen der Gewölbe sind in den Räumen unterschiedlich. Der Korridor, der auf den ersten Blick wie ein schmaler und langer offener Hof wirkt, war überdacht. Einige Spuren weisen darauf hin, dass er mit einem Tonnengewölbe bedeckt war. Das Innere ist insgesamt ziemlich dunkel. Die Beleuchtung des Inneren erfolgte tagsüber durch fehlende Schlusssteine im Gewölbe und nachts durch vorkragende Steine mit Löwenköpfen, auf denen Öllampen aufgestellt werden konnten. Das Dach der Karawanserei ist flach, komplett mit Erde bedeckt und kann über eine Steintreppe an der Nordwand des Brunnen-Iwans und im Inneren des östlichen Strebepfeilers der Nordwand erreicht werden. Die Außenwände und Strebepfeiler enden in gezähnten Schießscharten. Aufschlussreiche Planskizzen dazu lieferte Ayşıl Tükel Yavu 1976 in einem längeren Beitrag. Zwischen Innenhof und Außenmauer waren die Tiere und die Waren untergebracht; durch schmale Mauerschlitze konnten die Besitzer sie im Auge behalten.

## Inschrift
Den Bauherrn rühmt eine Inschrift über dem Portal: „Es befahl den Bau dieses gesegneten Han der erhabene Eigentümer der Nacken der Völker, Herr der Sultane über Gläubige und Ungläubige, der Ländereroberer der Welt, Sultan über Land und Meer, über Rum, Syrien, Armenien und Franken, Ala ad-Din Kai-Qubad“.

## Alara Kalesi
Der Han liegt am Fuß eines Kegelfelsens, auf dem die Byzantiner über dem Alara-Fluss eine Burg (trk. Kale) errichtet hatten. Die fast uneinnehmbare Alara Kalesi fiel den Seldschuken kampflos in die Hände, denn der Burgherr gab auf, als er davon erfuhr, dass die Stadt Alanya in die Hände von Sultan Ala ad-Din Kai Kobad I. gefallen war.